# Élisabeth Anaïs
Cet article possède des homonymes et des paronymes, voir Anais.
 (novembre 2007).
Si vous disposez d'ouvrages ou d'articles de référence ou si vous connaissez des sites web de qualité traitant du thème abordé ici, merci de compléter l'article en donnant les références utiles à sa vérifiabilité et en les liant à la section « Notes et références ».
Élisabeth Anaïs est une auteur-compositrice-interprète.

## Biographie
Elle naît le 16 octobre 1959 à Cannes. Mariée à Manu Guiot, ingénieur du son travaillant notamment pour Dave Stewart et les Rolling Stones[réf. nécessaire].
Dans ses compositions, elle aime jouer sur les mots (Intimidité, Canaille go with you). Ce goût lui vient notamment de ses lectures : Arthur Rimbaud, Jorge Luis Borges, Arthur Koestler, Albert Camus, Boris Vian, André Gide, Vladimir Nabokov, Jean-Marie Gustave Le Clézio, Marguerite Duras, Michel Tournier, Arthur Miller...
Elle a taillé sur mesure la rockeuse de diamants interprétée par Catherine Lara.
Elle écrit pour Pierre Rapsat en 1979 un album nommé "1980".[réf. nécessaire] Elle a écrit des chansons pour Philippe Lavil.
Elle a été membre du jury de Popstar 2 aux côtés de Valery Zeitoun, directeur de maison de disques (label AZ chez Universal) et de Bruno Vandelli, chorégraphe et danseur.

## Discographie

### 45 T singles
- 1979 : Album 1980 écrit pour Pierre Rapsat.
- 1983 : Antoine de Vaillon / Barracudas ou hommes des bois
- 1984 : Intimidité / Spécimen
- 1986 : Balance ascendant capricieuse / Mon père un catholique
- 1987 : Canaille go with you / Qu'est-c'que ça peut rien m'faire (Le 1er titre est sorti en maxi 45 t remix avec une version instrumentale)
- 1989 : Toutes les mêmes / Ballade en car (maxi 45 T Philips)

(son 45 T de 1991 et celui de 2004 ne contiennent que des extraits des 2 albums ci-dessous) 

### Albums
- 1991 : Les filles compliquées
- 2002 : Le Petit Prince au Casino de Paris
- 2004 : Les heures claires